# 国民フォーラム (ジョージア)
国民フォーラム（こくみんフォーラム、グルジア語: ეროვნული ფორუმი, erovnuli p'orumi）はジョージアの政党。2006年12月15日に元外交官Kakha Shartavaによって設立された。Kakhaはアブハジア紛争アブハジア軍に殺害されたアブハジアの政治家Zhiuli Shartavaの息子である。Revaz Shavishvili、Irakli Melashvili、Gubaz Sanikidzeなどの複数の大物政治家も参加している。
ジョージア政府の形として議会共和制を提唱している。他の多くのジョージアの政党と異なり、北大西洋条約機構（NATO）への加盟に消極的であり、「中立国」となるべきであると主張している。国民フォーラムの党員は2007年ジョージアデモを主導した統一野党連合のメンバーであり、2008年ジョージア議会選挙には野党の立場で臨んだ。2012年の選挙では野党連合ジョージアの夢に参加し、与党・統一国民運動に勝利したが、2016年4月3日、党大会でジョージアの夢離脱が過半数を占めたことを受けて離脱した。

## 脚註
1. ↑  New Opposition Party Established. Civil Georgia. December 15, 2006.
2. ↑  Tbilisi Sees Russia's Hands behind Anti-NATO Campaign in Georgia. The Georgian Times. February 27, 2007.